# Glasgow (Montana)
Glasgow é uma cidade localizada no estado americano de Montana, no Condado de Valley.

## Demografia
Segundo o censo americano de 2000, a sua população era de 3253 habitantes.
Em 2006, foi estimada uma população de 2960, um decréscimo de 293 (-9.0%).

## Geografia
De acordo com o United States Census Bureau tem uma área de
3,6 km², dos quais 3,6 km² cobertos por terra e 0,0 km² cobertos por água. Glasgow localiza-se a aproximadamente 638 m acima do nível do mar.

## Localidades na vizinhança
O diagrama seguinte representa as localidades num raio de 48 km ao redor de Glasgow.